# Ledbury
Ledbury is een civil parish in het bestuurlijke gebied Herefordshire, in het Engelse graafschap . De plaats telt 9297 inwoners.

## Verkeer en vervoer
- Station Ledbury

## Geboren
- John Masefield (1878-1967), dichter en prozaschrijver
- Terry Jenkins (1963), dartsspeler
- Will Merrick (1993), acteur